# New Forest (cheval)
Vous lisez un « article de qualité » labellisé en 2012.
Pour les articles homonymes, voir New Forest.
Le New Forest est l'une des races de poneys dites des montagnes et des landes, originaires des îles Britanniques. Il est indigène du sud-ouest du Hampshire, dans la région du New Forest dont elle tire son nom. Les études ADN l'ont révélé très proche des poneys celtes du type Asturcón et Pottok. Signalé dès le XIe siècle, le New Forest fait l'objet de nombreux croisements au cours des siècles suivants, principalement avec des Welshs, des Highlands et des Pur-sangs. Désormais, seuls les poneys dont les deux parents sont eux-mêmes enregistrés peuvent faire partie de la race.
Celle-ci est gérée par la New Forest Breeding and Cattle Society, qui tient le registre généalogique (studbook) et cherche à en fixer les caractéristiques originelles. Tous les poneys qui vivent librement dans la région de la New Forest ont un propriétaire détenteur du droit de pâture sur ces terres forestières. Une cotisation annuelle est versée pour le marquage de chaque animal pâturant. La population de poneys fluctue en fonction des variations de la demande en jeunes chevaux. Leur nombre est tombé à moins de 600 en 1945 mais n'a depuis cessé d'augmenter, et des milliers de New Forest vivent désormais en liberté à l'état semi-sauvage. Les poneys sont recueillis chaque année durant un rassemblement de bêtes, afin de vérifier leur santé, de les vermifuger et de les marquer. Les étalons approuvés vivent dans la forêt avec les juments durant une courte période chaque année. Les poulains surnuméraires sont vendus plusieurs fois par an.
Hors de ses terres originelles, le New Forest est désormais devenu un grand poney de sport solide et élégant. Très polyvalents et dotés d'un bon type pour la selle, tant chez les enfants que chez les adultes, ils sont réputés pour leur pied sûr et leur force. Ils s'illustrent dans des disciplines aussi variées que le saut d'obstacles, le dressage, le complet, l'attelage ou le polo.

## Histoire
L'histoire du poney New Forest est intimement liée à celle du parc national New Forest, qui avec ses 60 000 acres représente l'une des plus grandes zones non-closes du sud de l'Angleterre. À l'origine réserve de chasse royale, ce gigantesque parc est devenu de nos jours un lieu touristique populaire, mais les poneys continuent d'y vivre en liberté. Il existe assez peu de traces écrites à leur sujet.

### Origine
L'origine de tous les chevaux domestiques du monde est établie dans la steppe pontique (d'après une vaste étude publiée dans Nature en 2021), ce qui rend la thèse d'une origine préhistorique du New Forest invalide.
Des poneys pâturent dans la région de New Forest antérieurement au dernier âge glaciaire. Les traces d'un coup de lance sur un os d'épaule chevalin découvert à Eartham Pit, à environ 80 km du cœur de la région New Forest et daté de 500 000 av. J.-C., montrent que les hommes préhistoriques chassaient ces animaux. Les restes d'un grand camp de chasse daté de la période glaciaire ont été découverts près de Ringwood (à la frontière ouest de l'actuelle région New Forest). Les comparaisons de squelettes de poneys de l'âge du bronze suggèrent une ressemblance avec l'poney Exmoor. Des os de chevaux extraits de tombes rituelles datées de l'âge du fer à Danebury (à environ 40 km de la région New Forest actuelle) indiquent une taille d'environ 1,22 m pour ces animaux, comparable aux plus petits New Forest de nos jours.

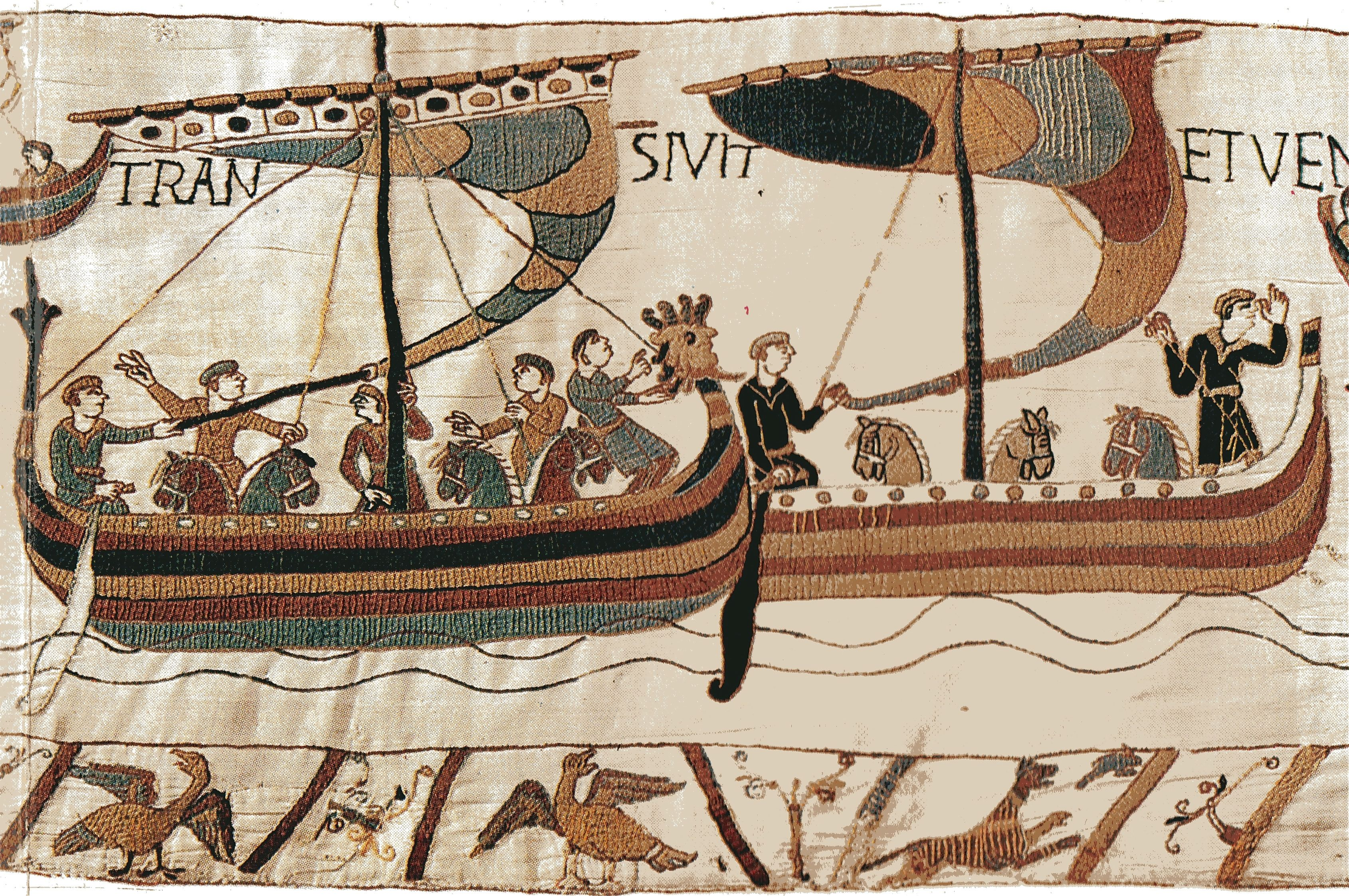
Les Normands emmenant leurs chevaux en Angleterre au XIe siècle, détail de la tapisserie de Bayeux.

Guillaume le Conquérant revendique la région de la New Forest comme terrain de chasse royal. Ses navires transportent plus de deux mille chevaux quand il franchit la Manche pour envahir l'Angleterre en 1066,. Les premiers documents signalant la présence de chevaux dans le New Forest, au sud-ouest du Hampshire, remontent à cette époque, au XIe siècle, quand des droits de vaine pâture sont concédés aux habitants de la région. Peu après, la zone est déclarée réserve de chasse royale par Guillaume II le Roux.
Une  tradition populaire voit dans l'ancêtre des poneys New Forest des chevaux ibériques réputés avoir nagé jusqu'à terre depuis des navires naufragés de l'Invincible Armada. Selon la New Forest National Park Authority, elle a « longtemps été considérée comme un mythe ». Toutefois, l'origine espagnole reste possible car les produits de juments New Forest, probablement élevés au haras royal de Lyndhurst, ont été exportés en 1507 pour participer aux guerres de la Renaissance. Une étude génétique menée en 1998 suggère que les poneys New Forest ont une ascendance commune ancienne avec deux races de poneys de type celtique en voie de disparition, l'Asturcón et le Pottok,.

### Du Moyen Âge à la fin duXIXesiècle
Le New Forest est issu de nombreux croisements au fil des siècles, mais les efforts conjugués d'amélioration de la race ne sont pas antérieurs à la fin du XIXe siècle. Dès 1208, le Welsh est utilisé en croisement. Plus tard l'étalon le plus notable est le Pur-sang Marske, arrière petit-fils du Darley Arabian et père d'Eclipse. Vendu à un fermier de Ringwood pour 20 guinées après la mort du Prince William Augustus de Cumberland, Marske s'est reproduit avec les juments du pays dans les années 1760,.
Dans les années 1850 et 1860, la qualité de la race décline, conséquence de mauvais choix d'étalons reproducteurs. L'introduction de reproducteurs arabes est conseillée pour améliorer le New Forest. En 1852, l'étalon Zorah est prêté par la reine Victoria dans ce but, mais son apport reste mineur. Le recensement de 1875 signale un peu moins de 3 000 chevaux pâturant dans la forêt, en 1884 ce nombre tombe à 2 250. Les bénéfices provenant de la vente de jeunes poneys affectent le nombre de juments élevées par la population locale dans les années subséquentes. Cette baisse peut être une conséquence de l'introduction du sang arabe chez la race dans les années 1870, avec pour résultat moins d'animaux pouvant servir dans les mines, ou de l'augmentation des bénéfices de l'élevage de vaches laitières au lieu de poneys. L'introduction de sang arabe chez cette race naturelle a peut-être réduit la rusticité des poneys capables de prospérer sans abri dans la forêt pendant l'hiver. Le nombre de chevaux a également diminué en raison de la demande en poneys plus raffinés pour l'équitation et l'attelage avant l'introduction des véhicules à moteur.
En 1889, la reine prête deux nouveaux étalons pour l'amélioration de la race : l'Arabe Abeyan et le Barbe Yirrassan. Fondée en 1891, la Society for the improvement of New Forest Ponies (société pour l'amélioration du poney New Forest) organise une présentation d'étalons et offre un soutien financier pour encourager les propriétaires de bons étalons à les placer dans la forêt.

### XXesiècle
Pour diverses raisons, sous l'impulsion, entre autres, de Lord Arthur Cecil et Lord Lucas, et dans le but de favoriser le commerce dans la région puis d'améliorer la race, on utilise jusqu'au début du XXe siècle des chevaux Arabes, Pur-sangs, Welshs et Hackneys en croisement avec les poneys. Ces reproducteurs n'ont toutefois qu'une influence mineure, n'étant vraisemblablement pas laissés en semi-liberté dans la New Forest, auquel cas la sélection naturelle sévère aurait tôt fait de les défavoriser. Avec le temps, les poneys de meilleure qualité sont vendus, ne laissant que les indivius de mauvaise qualité et moins résistants en liberté dans la forêt, où ils se reproduisent. Pour remédier à cette situation, aussi bien que pour augmenter la résistance de la race et restaurer son type ancestral, au début du XXe siècle et jusqu'aux années 1930, d'autres poneys mountain and moorland, comme des Highlands, Dales, Fells, Exmoors et Dartmoors sont employés pour la reproduction,. En 1918 et 1919, on note aussi la présence du poney de polo Field Marshall, ce qui peut expliquer les aptitudes du poney New Forest pour ce sport. En 1905, la Burley and District NF Pony Breeding and Cattle Society est créée pour travailler sur un stud-book et organise le salon de la race. L'année suivante juments et jeunes chevaux commencent à être enregistrés. Le stud-book est créé en 1910 et depuis 1930, on cherche à fixer les caractéristiques originelles du New Forest en évitant le croisement avec d'autres races,. Les deux sociétés d'amélioration fusionnent en 1937 pour former la New Forest Pony Breeding and Cattle Society.
La Seconde Guerre mondiale fait grimper la demande, et donc la valeur de marché des jeunes animaux pour la viande de cheval. Le nombre total de têtes de bétail au pâturage dans la forêt, poneys compris, a tendance à diminuer dans la première moitié du XXe siècle. En 1945, il ne reste que 571 poneys. Mais les effectifs du New Forest tendent à se stabiliser dans les années 1950. En 1956, le nombre de poneys toutes races confondues a plus que doublé, atteignant 1 341. Vingt ans plus tard, on en dénombre 3 589, puis 4 112 en 1994, avant de plonger en dessous des 4 000 jusqu'en 2005. Le New Forest est toujours géré par la New Forest Breeding and Cattle Society, qui a créé son propre stud-book en 1960,. Dès lors, la race est exportée partout dans le monde, particulièrement en Amérique du Nord, en Europe continentale et en Australie,. Bon nombre de pays créent leur propre association nationale de race, en particulier les États-Unis, l'Australie, la Belgique, la Norvège, la Suède, le Danemark, les Pays-Bas, la Finlande et la France, où la race, introduite dans les années 1960, est reconnue en 1969 parmi les poneys.

## Description

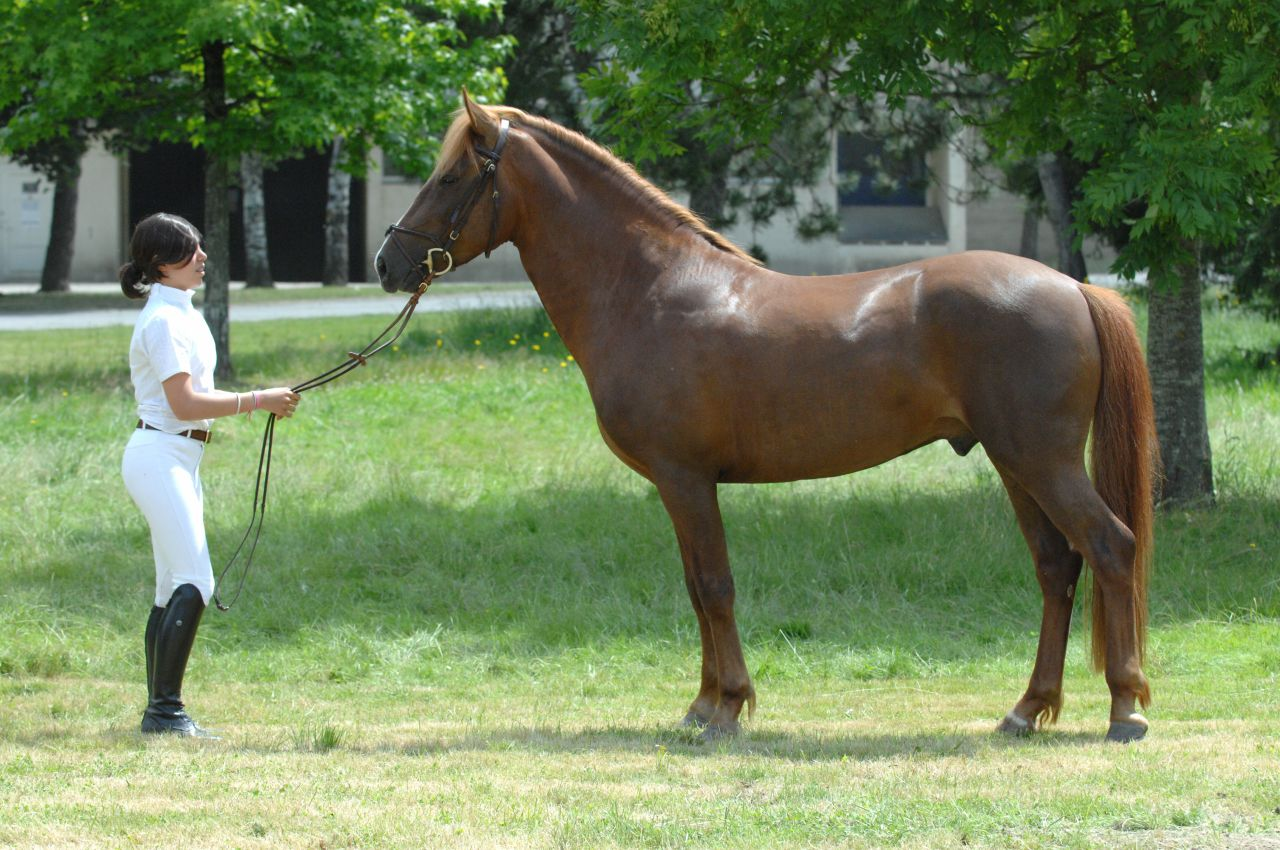
Mâle New Forest au modèle.

Le standard de la race est fixé par la New Forest Pony Breeding and Cattle Society. Comme tous les poneys semi-sauvages des îles britanniques, le New Forest est une race dite mountain and moorland. Deux types sont distingués, le poney semi-sauvage de la forêt (forest pony), qui est plus rustique, et le poney d'élevage (stud pony), qui est plus proche de l'animal de sport. Dans l'ensemble, la race possède les qualités communes des poneys britanniques : force, intelligence et agilité.

### Standard morphologique
Du fait d'origines diverses, le type est assez variable bien qu'il se rapproche de celui d'un poney de selle. La sélection entreprise depuis les années 2000 lui fait abandonner peu à peu son aspect rustique pour se rapprocher du poney de sport. Dans l'ensemble, le New Forest est un poney solide mais élégant, bien charpenté sans être lourd.

#### Taille
La taille maximum autorisée est de 1,48 m et bien qu'il n'y ait pas de taille minimale requise, dans la pratique les animaux toisent rarement moins de 1,22 m. L'association française de la race annonce de 1,20 m à 1,48 m, la plupart des poneys étant tout de même de taille élevée. Historiquement, la taille de la race a augmenté du fait de sa sélection pour le sport puisque l'ancien standard admettait les poneys à partir de 1,10 m.
En compétition internationale, les New Forest apparaissent dans deux sections : celle pour les poneys de moins de 1,38 m et en dessous (nommée section C en France), et celle pour les plus de 1,38 m et moins de 1,48 m (section D en France). Bien que les plus grands poneys ne possèdent pas une anatomie permettant aux plus jeunes enfants de les monter confortablement, ils sont tout à fait aptes à porter des adultes. Les plus petits peuvent ne pas avoir la force de porter les cavaliers plus lourds, mais possèdent souvent davantage de qualités de présentation.

#### Tête

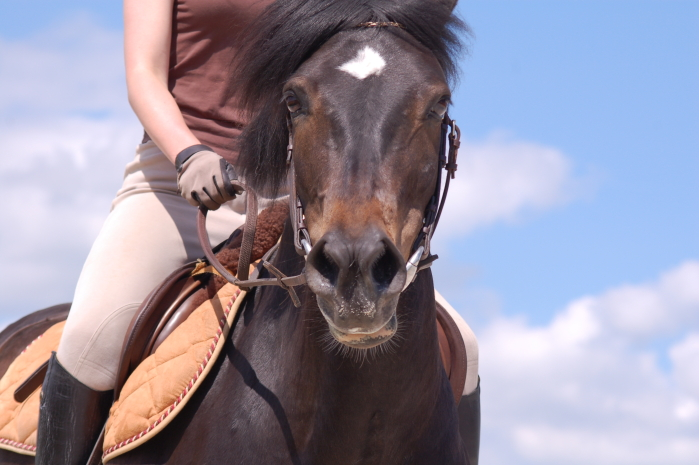
Tête d'un poney New Forest.

Il possède une belle tête « de poney » au profil rectiligne et au front large et plat, et un regard intelligent.

#### Avant-main, corps et arrière-main
Son encolure est moyenne et forte, sans être grosse, elle est généralement recherchée longue pour le sport, en effet une encolure courte est un handicap. L'épaule est longue et oblique. La ligne dorso-lombaire est droite et longue, l'arrière-main est puissante.

#### Membres et crins
Ses membres sont solides et déliés, les jambes droites et dotées d'os plats et solides. Le pied, au sabot arrondi, est sûr en terrain accidenté.

### Robes
Des robes originales sont représentées, comme l'isabelle et les différentes robes rouannées, les poneys étant le plus communément bais ou gris, avec quelques alezans et quelques robes noires. Très peu de robes sont exclues du stud-book : le pie et le crème aux yeux bleus. Le palomino et l'alezan très clair ne sont acceptés que pour les hongres et les juments. Les yeux bleus sont toujours refusés. Les marques blanches sur la tête et les membres sont autorisées, à moins qu'elles apparaissent derrière la tête, au-dessus du jarret pour les membres postérieurs et au-dessus de l'os du métacarpe, au-niveau du genou pour les membres antérieurs. Les poneys qui ne répondent pas à ces critères du standard ne peuvent être enregistrés dans la section race pure du stud-book, mais sont reconnus dans le registre appendix, ou registre X. Les descendants de ces animaux ne peuvent être enregistrés comme New Forest pure race, puisque le stud-book est fermé, seuls les descendants de chevaux déjà enregistrés peuvent être admis en race pure,.

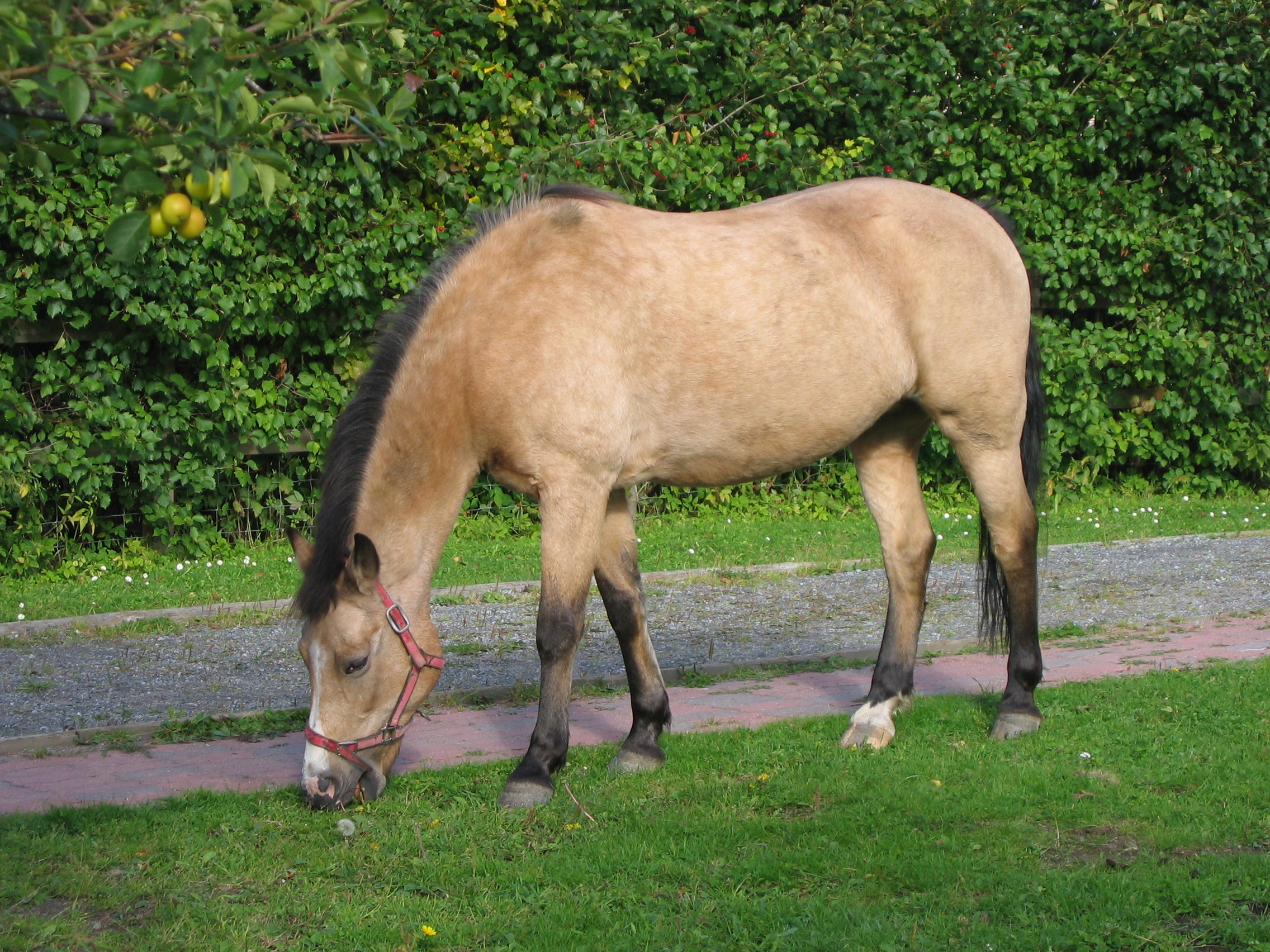
Isabelle.
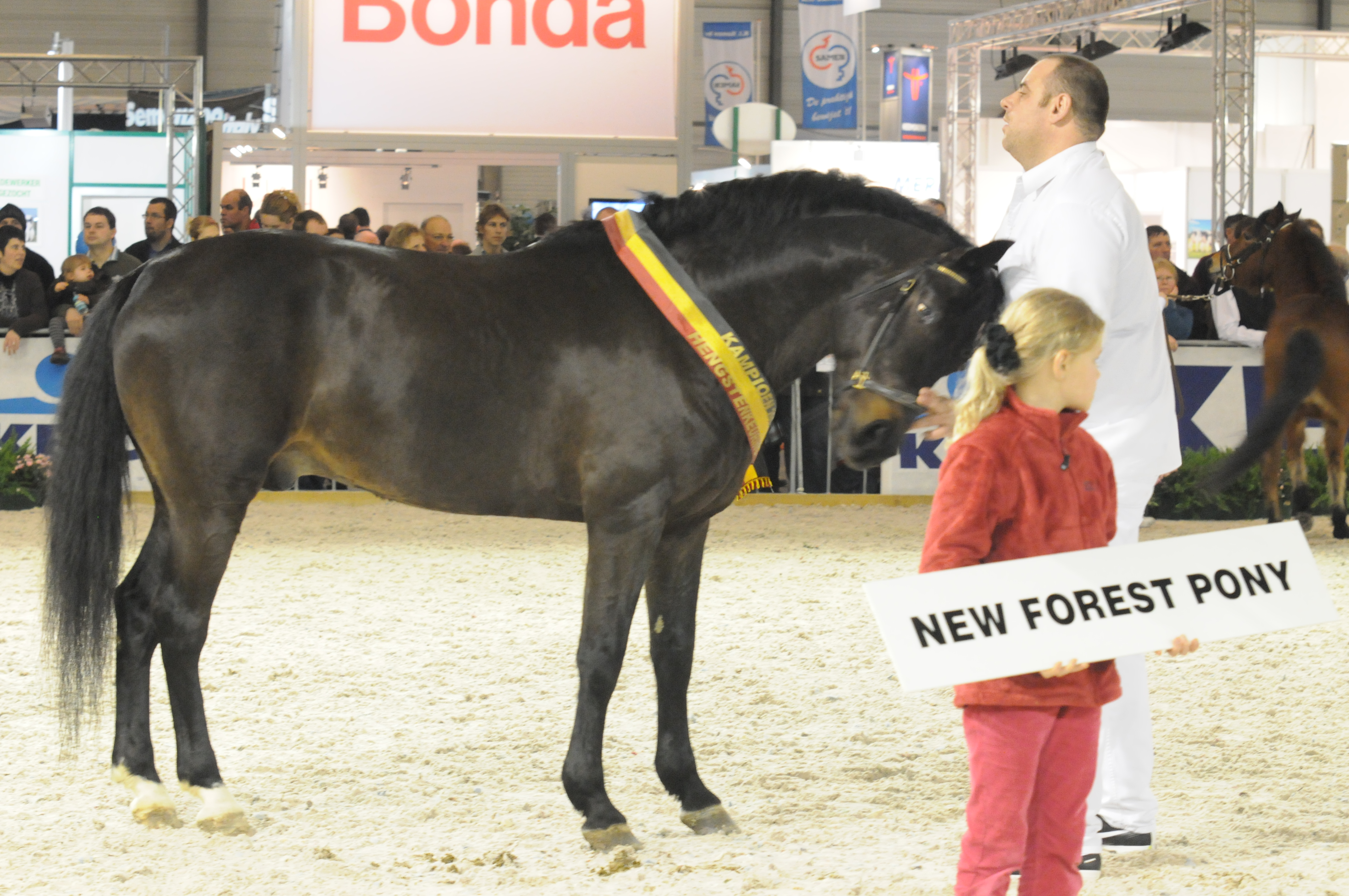
Bai-brun.
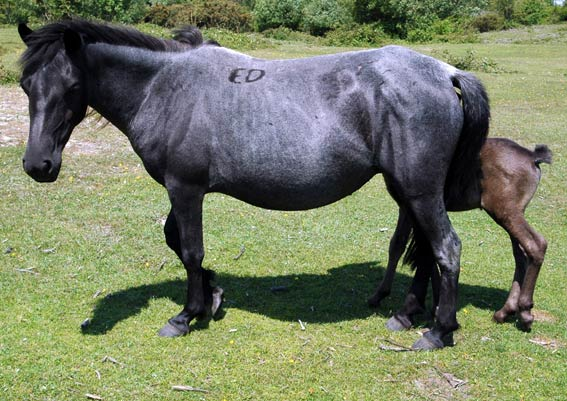
Noir rouan.
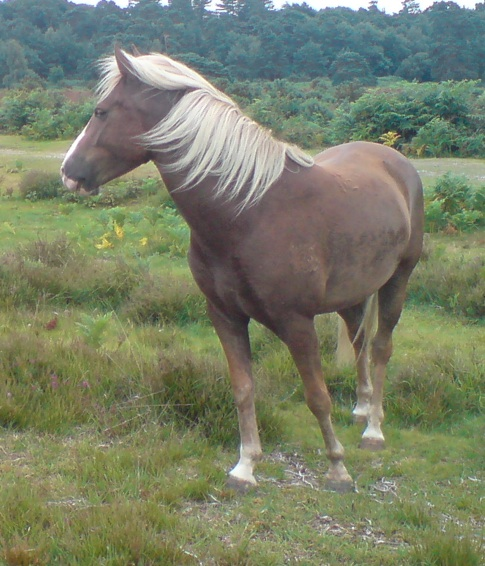
Alezan aux crins lavés.
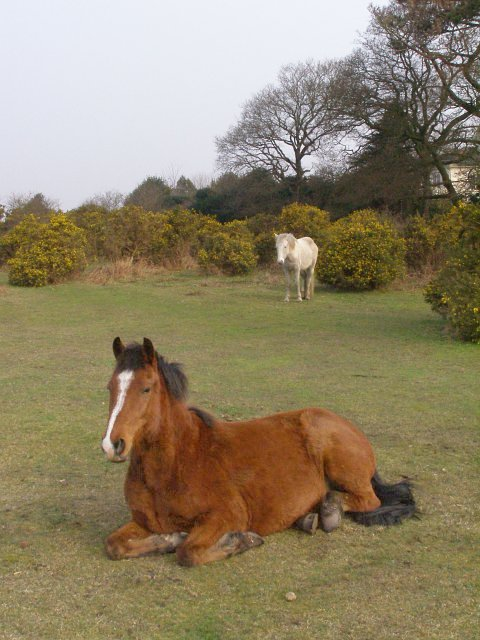
Au premier plan un bai, au fond un gris.

### Tempérament, entretien et allures
La caractéristique la plus remarquable du New Forest reste son caractère. Dotés d'un tempérament doux, ces poneys sont connus pour leur intelligence, leur force et leur polyvalence. Ils sont gentils et aiment la compagnie, ce qui les rend très appréciés des jeunes cavaliers et de leurs parents qui peuvent, dès les premières sorties en concours, s'assurer de la sécurité et des performances des parcours. En extérieur, c'est un poney peu impressionnable. La race se révèle dans l'ensemble robuste et rustique. De plus, ce poney possède des allures actives et agréables. La race est également remarquée pour son pied sûr, son agilité et sa vitesse.

### Vie en semi-liberté dans le parc naturel New Forest
Des poneys vivent en semi-liberté toute l'année dans le parc national New Forest. La grande majorité sont des juments, on trouve aussi quelques hongres. Durant la plus grande partie de l'année, ces animaux vivent en petits groupes composés d'une jument âgée, de ses descendantes et de leurs poulains, restant principalement dans une zone discrète de la forêt poétiquement appelée haunt (« repaire »). Selon la loi du parc national, les juments et les hongres peuvent être de toutes races. La plupart sont des New Forest, mais d'autres races comme le poney Shetland et des animaux issus de croisements peuvent être présents dans certaines zones. Les étalons doivent impérativement être des New Forest pleins papiers (inscrits au stud-book) et ne sont pas autorisés à vivre librement en forêt toute l'année. Un petit nombre (généralement moins de 50) y est en général lâché pour une période limitée, habituellement entre mai et août, ce qui évite aux juments d'avoir leurs poulains trop tôt (avant la poussée de l'herbe de printemps) ou trop tard (quand le temps refroidit et l'herbe meurt) l'année suivante. Ils réunissent alors plusieurs groupes de juments et de jeunes chevaux dans de grands troupeaux et les défendent contre les autres étalons.

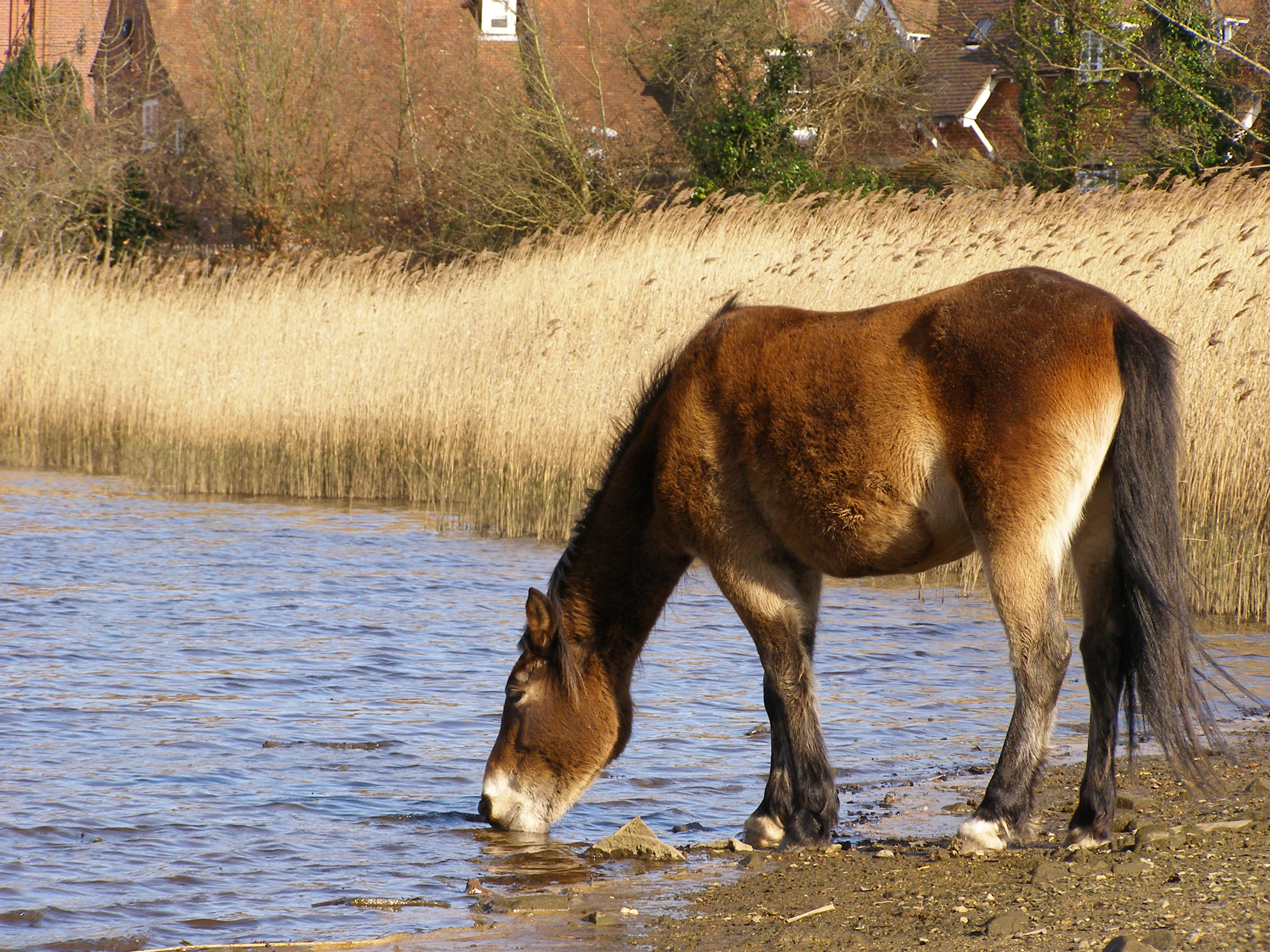
À Beaulieu Mill Dam.
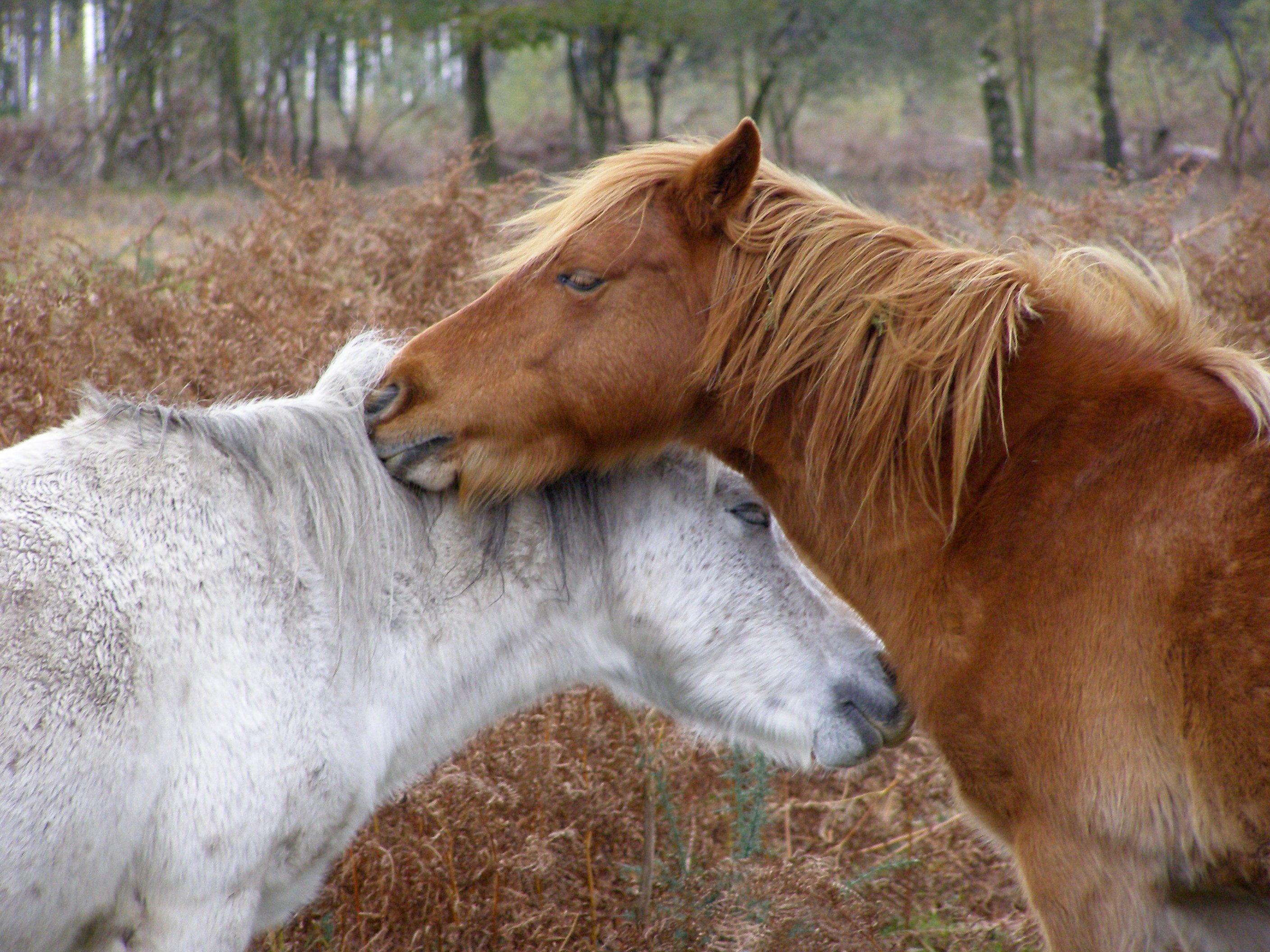
À Turf Hill.
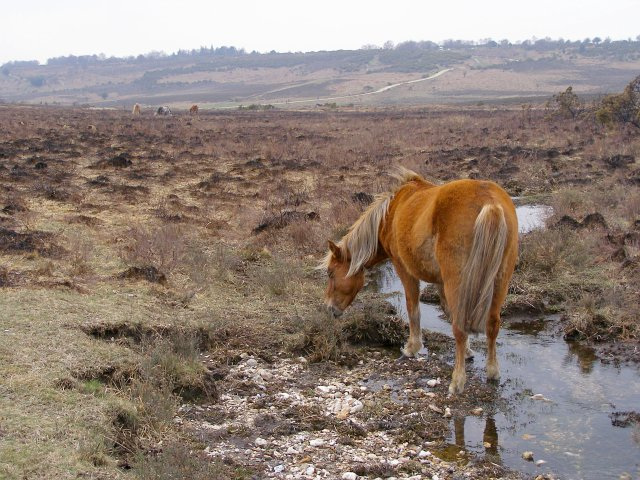
Près de Cockley Bushes.
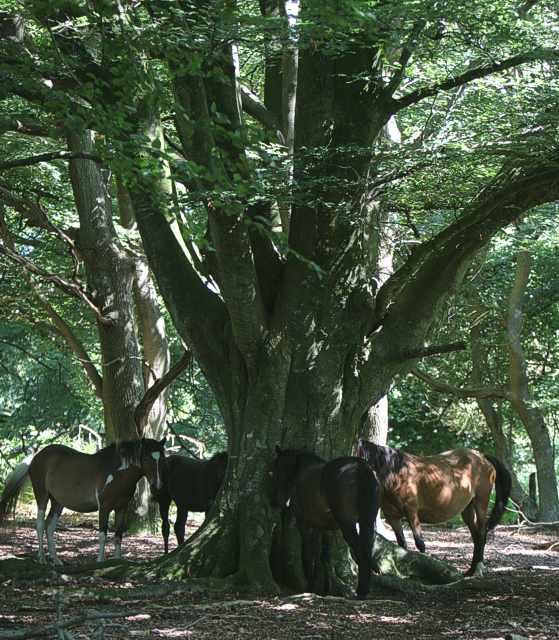
Dans Bratley Wood.

Ils ne sont pas tout à fait sauvages : leurs déplacements sont limités par des clôtures et ils sont rassemblés chaque année à l'automne, notamment pour établir les droits de propriété des poulains nés dans l'année. En effet, chaque poney du parc a un propriétaire, un Commoner (un bénéficiaire de droits communaux). Celui-ci, comme tout propriétaire, a des droits et des devoirs envers son animal. Il paie notamment une redevance annuelle pour les soins de son poney.
Les Verderers sont les responsables traditionnels de l'utilisation des communaux. La gestion des animaux en libre pâture est prise en charge par leurs propriétaires et par les cinq Agisters, les gardes forestiers des Verderers qui gèrent, chacun, un secteur de la forêt. Les Verderers de New Forest (dont l'existence remonte au moins au XIIIe siècle, au nombre de 10 depuis 1949, dont 5 élus par les Commoners) partagent ainsi la gestion de New Forest avec la Forestry Commission et la National park authority,. 80 % des animaux qui pâturent dans New Forest sont la propriété de seulement 10 % de familles.

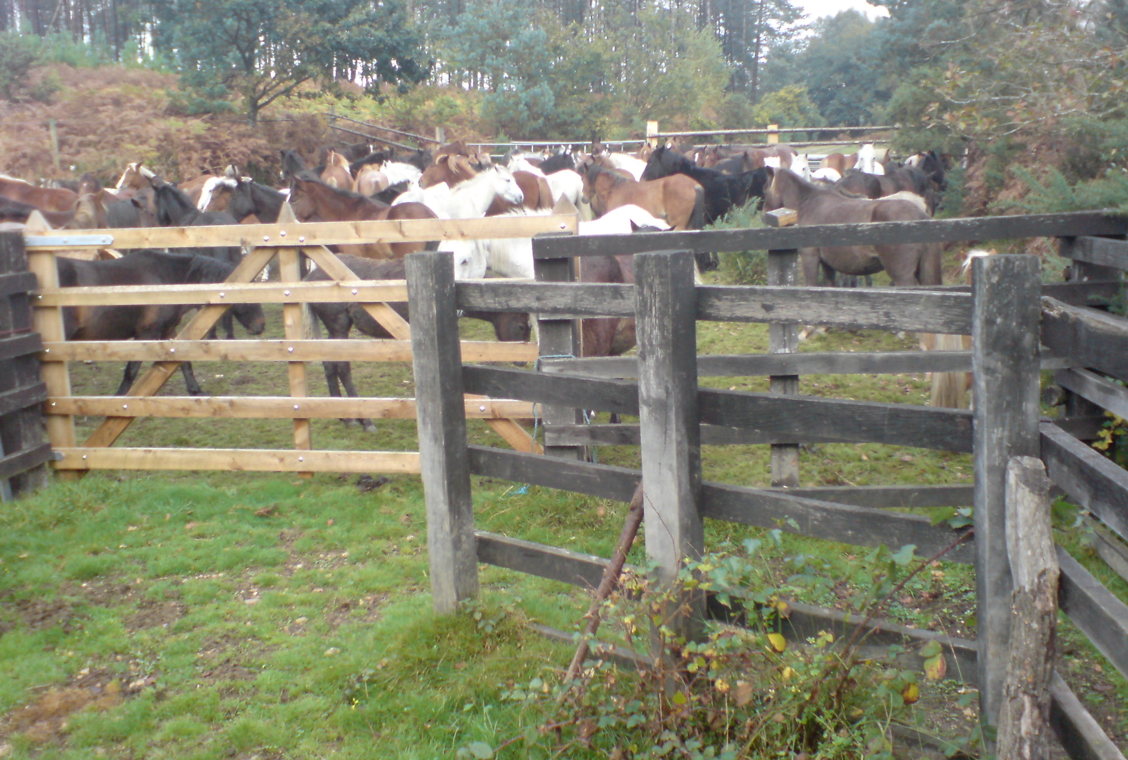
Poneys rassemblés en automne.

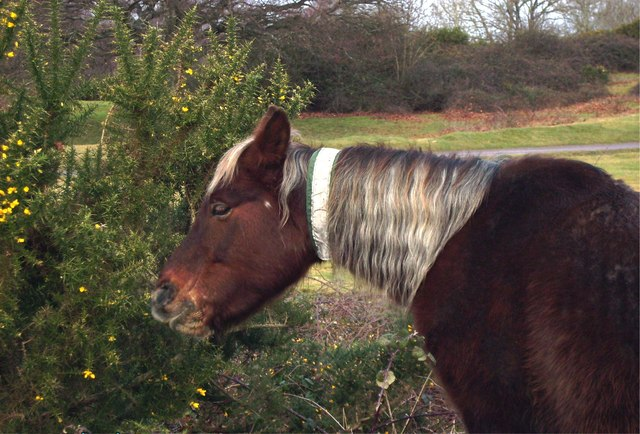
Poney équipé d'un collier réfléchissant, visant à éviter les collisions avec des véhicules.

De grands rassemblements sont organisés en automne. La majorité des poulains et certaines pouliches sont ôtés du troupeau semi-sauvage, ainsi que les animaux considérés comme trop affaiblis pour passer l'hiver dans la forêt. Les pouliches autorisées à rester parmi le troupeau semi-sauvage sont marquées du symbole de leur propriétaire, la plupart sont vermifugées. Les poneys sont également équipés de colliers réfléchissants pour réduire les accidents de la route,. Malgré cette précaution, chaque année, des poneys, du bétail, des cochons et des ânes sont tués ou sévèrement blessés lors de collisions avec des véhicules. Certains propriétaires choisissent de déplacer leurs bêtes pour l'hiver, et les renvoient dans la forêt au printemps. Les animaux surnuméraires sont généralement vendus aux Beaulieu Road Pony Sales, organisées par la New Forest Livestock Society.
Les queues des poneys sont coupées selon un motif reconnaissable, afin de montrer que les droits de pâturage ont été payés pour l'année. Chaque Agister a sa propre « marque de queue », indiquant la zone de la forêt où habite le propriétaire. Les Agisters maintiennent une veille constante sur l'état du parc national New Forest, ils peuvent ordonner le retrait d'un animal de la forêt à tout moment de l'année. Habituellement, la vie des poneys est relativement libre et sans contact avec les humains, à moins qu'ils n'aient besoin de soins vétérinaires ou d'alimentation supplémentaire, auquel cas ils sont généralement retirés de la forêt.
Les poulains sont évalués dans leur deuxième année par la New Forest Pony Breeding and Cattle Society, en fonction de leur aptitude à être conservés comme étalon. Chaque animal manquant cette évaluation doit être castré. Une fois approuvés, chaque année au printemps (généralement en mars), les étalons doivent passer par une évaluation des Verderers avant d'être autorisés à entrer dans la forêt pour se reproduire.

### Sélection

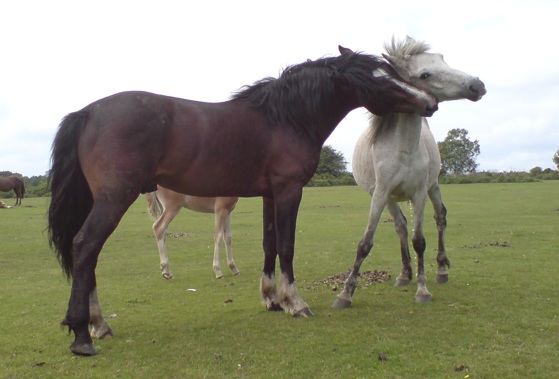
Étalon et jument New Forest

La sélection cherche actuellement à obtenir un poney de selle polyvalent, plus élégant que par le passé et capable de concurrencer les poneys de concours sur les terrains de sports équestres internationaux, sans perdre les spécificités de la race. Le système de sélection des étalons du parc national New Forest a entraîné une réduction de diversité génétique chez les poneys semi-sauvages. Afin de lutter tout en préservant la rusticité de la race pour sa vie dans la forêt, les Verderers ont introduit le Bloodline Diversity Project. Les juments semi-sauvages les plus rustiques, la plupart du temps de plus de 11 ans, sont couvertes par des étalons qui n'ont jamais vécu dans le parc national et dont les ancêtres n'ont pas non plus connu la vie semi-sauvage.
Une maladie génétique touche la race, la myotonie congénitale. Cette affection musculaire touche aussi les hommes, les chiens et les chèvres. Elle est identifiée en 2009 aux Pays-Bas, lorsqu'un poulain est admis à la clinique équine de l'université d'Utrecht. Le séquençage de l'ADN révèle que le poulain touché est homozygote pour une mutation faux sens sur le gène codant la CLCN1, protéine qui régule l'excitabilité des muscles squelettiques,. L'allèle muté est identifié chez les deux parents du poulain, ses frères et sœurs, et deux autres animaux apparentés, aucun ne présentant de signe clinique. Les chercheurs en concluent que cet état résulte d'une transmission autosomique récessive, par laquelle les deux parents doivent porter l'allèle muté pour donner un poulain physiquement touché. L'étude suggère que la mutation est relativement récente : la mutation fondatrice du gène s'est vraisemblablement produite chez un étalon qui est à la fois le grand-père paternel et l'arrière-grand-père maternel du poulain touché, puisque tous les poneys testés positifs à la mutation sont des descendants directs de cet étalon. Les chercheurs tentent de déterminer quelle lignée d'étalons est porteuse du gène muté. Les éleveurs de New Forest collaborent dans le but de prévenir la propagation de la maladie. En automne 2012, un test est mis au point pour les juments et les étalons reproducteurs. Il permet d'éviter les croisements à risque.

## Utilisations

### Sports équestres

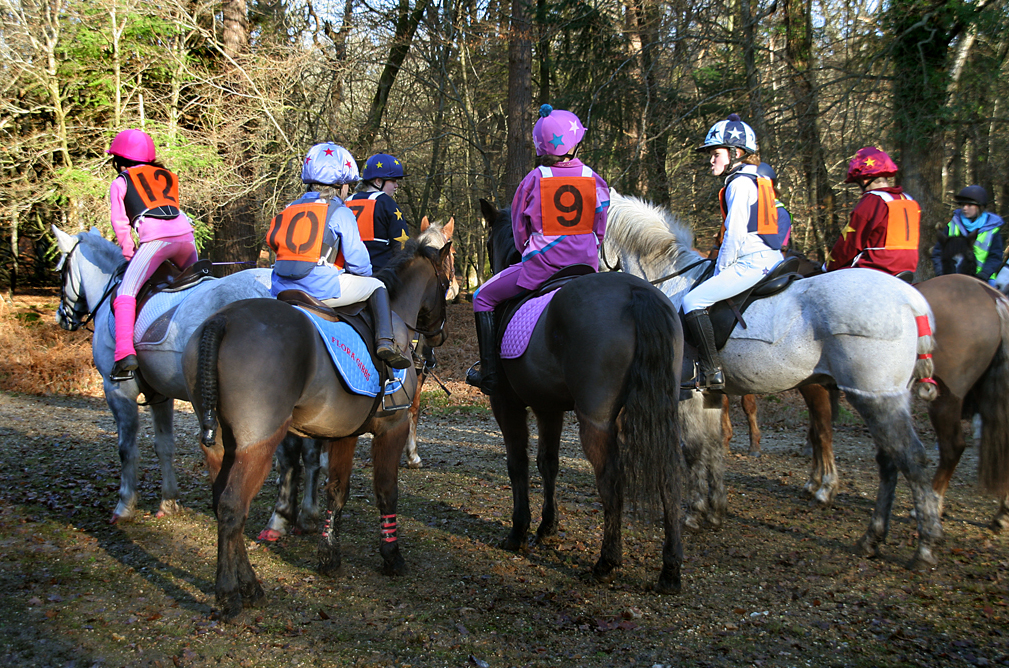
Rencontre pour la course point-to-point dans la New Forest

Les poneys New Forest sont polyvalents et excellent dans de nombreuses disciplines, ils sont populaires en gymkhana, cross-country, saut d'obstacles, dressage et concours complet d'équitation,. Ils sont internationalement utilisés par les meilleurs meneurs d'attelages, seuls, en paire ou à quatre, donnant de grandes satisfactions grâce à leurs allures et à leur ténacité sur le cross, avec plusieurs victoires à leur actif. On les élève dans leur pays d'origine pour le polo,

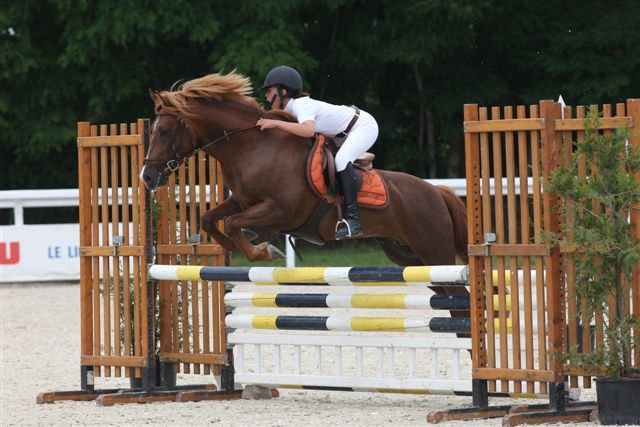
New Forest lors d'une compétition de saut d'obstacles
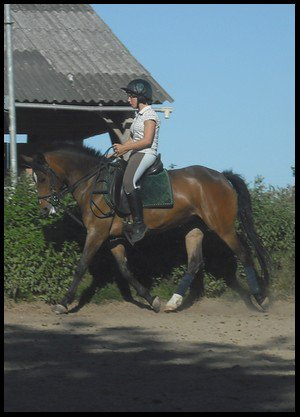
Poney New Forest travaillant sur le plat
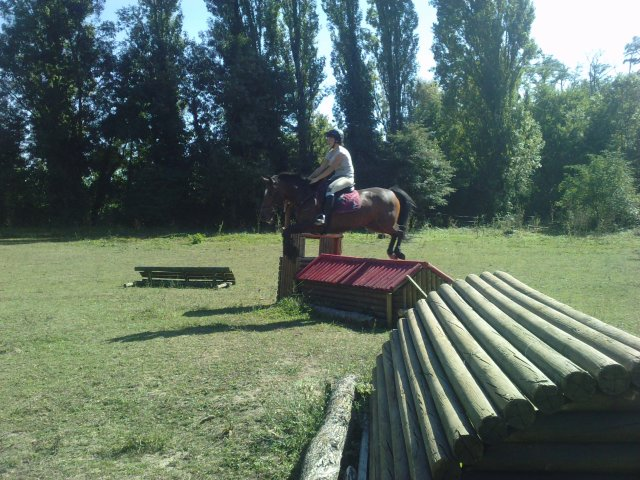
New Forest s'entrainant sur un cross

Ils se sont fait un nom en saut d'obstacles, généralement sous la selle d’adolescents : Mister Amontilano a été vice-champion d’Europe en individuel, champion d’Europe par équipe en 2003 et double champion d’Europe en 2004, en individuel et par équipe sous les couleurs britanniques. Rambo, étalon New Forest néerlandais, est un performer au niveau international sur des barres de 140 cm.
Wayland Red Pepper, étalon National français, a été vice-champion de France des 6 ans.
Ces poneys peuvent porter des adultes et dans de nombreux cas rivaliser à armes égales avec de grands équidés. Par exemple, en 2010, le  New Forest Pony Enthusiasts Club (NFPEC), un club d'équitation dont les membres concourent uniquement sur des poneys New Forest enregistrés, a remporté le Quadrille en compétition à l’Olympia London International Horse Show. Il s'agit d'une victoire importante, puisque le Quadrille des clubs d'équitation britanniques est un concours national, avec seulement quatre équipes sélectionnées dans l'ensemble de la Grande-Bretagne pour participer à la finale nationale,.
Les poneys New Forest sont montés pour une rencontre point-to-point dans la New Forest, habituellement pour le Boxing Day ; elle se termine dans un lieu différent chaque année,. Les coureurs n'ont pas de trajet imposé mais doivent traverser la forêt, les compétiteurs choisissent leur chemin en évitant les entraves à leur passage, tels que les « inclosures », les plantations, les paddocks clôturés et les marais. Les cavaliers qui connaissent très bien le parc national New Forest sont avantagés. Le lieu de la rencontre est dévoilé aux coureurs le soir précédent la course, et le point de départ réel de la course est révélé une fois les coureurs arrivés au point de rencontre.

### Loisir, travail, instruction et autres utilisations
Par le passé, les poneys de plus petite taille étaient exploités dans les mines. Désormais, le New Forest et les croisements qui en sont issus restent des animaux de travail de choix pour les fermiers et propriétaires locaux grâce à leur pied sûr, leur agilité et leur bon sens, permettant de transporter un cavalier en toute sécurité à travers les reliefs variés et parfois dangereux de la forêt, à grande vitesse ou pendant les rassemblements d'automne. La race est depuis longtemps appréciée pour l'équitation sur poney à destination des enfants dans son pays d'origine, et présente toutes les qualités requises pour cette activité. C'est également un bon poney pour toutes les formes d'équitation de loisir (randonnée équestre). Ils participent aux pony games. Ils ont des prédispositions pour l'équithérapie : en Amérique du Nord, un enfant né sourd a ainsi noué une amitié rapide avec un poney New Forest.

## Diffusion de l'élevage
Le poney New Forest est considéré comme une race européenne transfrontière, à diffusion internationale. Par ailleurs, l'ouvrage Equine Science (4e édition de 2012) le classe parmi les races de chevaux de selle connues au niveau international.
De nos jours, il continue à être élevé dans sa forêt d'origine. Il l'est aussi dans des haras privés, en Angleterre mais aussi partout en Europe ainsi qu'en Amérique du Nord et en Australie. Il a l'avantage de pouvoir s'élever dans de nombreux biotopes du fait de sa rusticité. De nombreux spécialistes considèrent que cette race a de l'avenir.

### En Angleterre

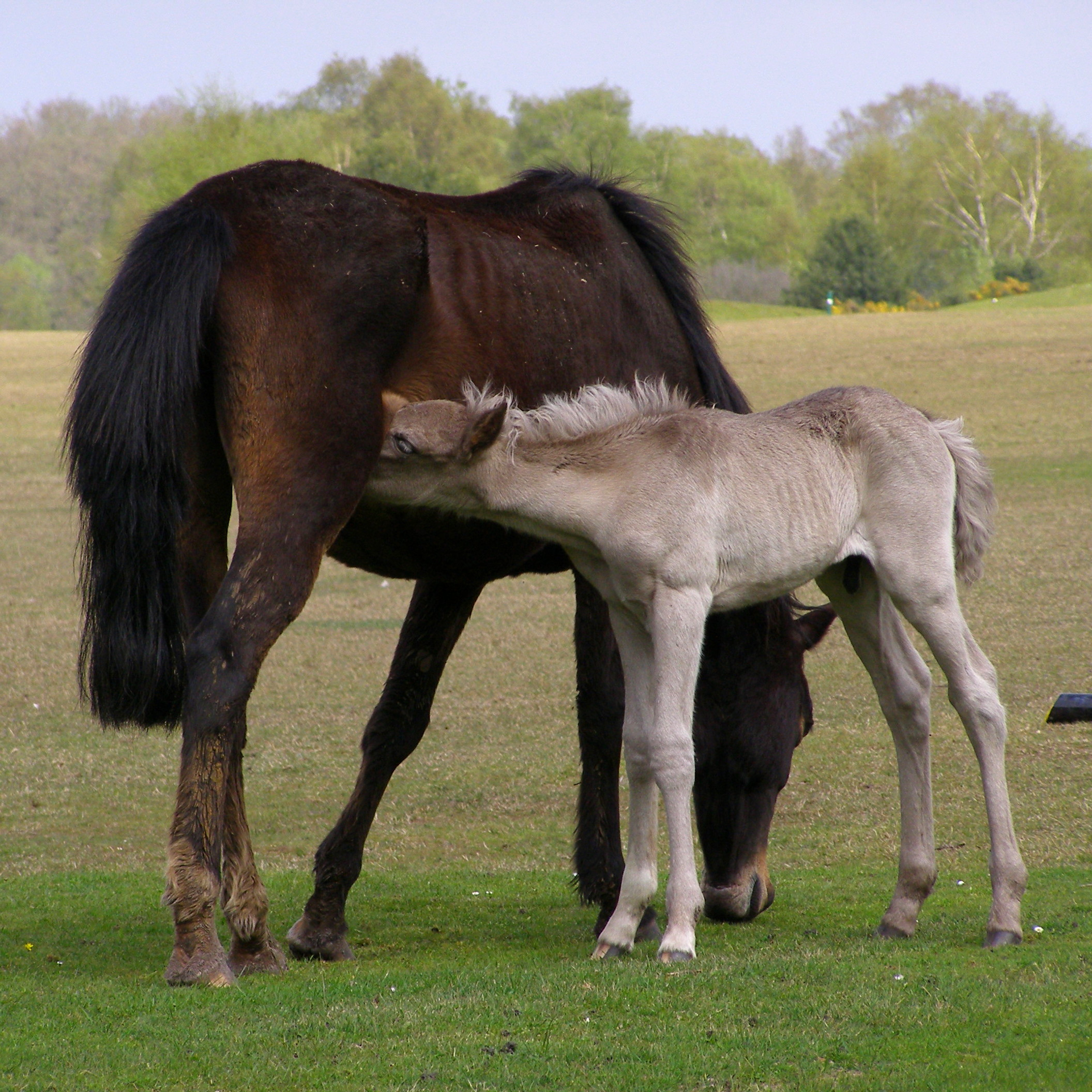
Jument New Forest et son poulain.

L'élevage du New Forest en Angleterre a pendant de longues années été concentré dans sa zone d'origine. Désormais, la « forêt » est un parc national et les poneys continuent d'y vivre librement. En 2011, on dénombrait 4 604 poneys pâturant dans la région de New Forest. À côté du symbole et de l'attraction qu'est devenu l'élevage de poneys dans le parc national New Forest, plusieurs haras privés élèvent aussi la race. Leur nombre est en régulière augmentation et ils exportent partout dans le monde.

### En France
L'élevage français a connu un grand nombre de naissances en race pure dans les années 1970, mais désormais celles-ci sont en perte de vitesse. En effet 40 % de la jumenterie New Forest produit en croisement, et ce au bénéfice du poney français de selle, avec le soutien des haras nationaux. Le nombre moyen de naissances est d'environ 130 par an, il ne suffit pas à répondre à la demande.
Les premiers élevages français étaient situés en Normandie et dans le Berry. La Normandie compte près de 40 % de la jumenterie française, mais grâce à l'importation de nouveaux étalons et à l'insémination artificielle, de nouveaux élevages se sont développés un peu partout. En 2011, on recense 122 nouveaux poneys immatriculés auprès des Haras nationaux. Cette même année, 262 ponettes New Forest ont été saillies dont 158 pour produire du New Forest. On compte aussi 62 étalons New Forest en activité. Lætitia Bataille estime en 2007 que le marché est porteur et qu'il s'agit d'un des meilleurs choix de races pour commencer un élevage.

### En Amérique du Nord
Les importations de New Forest en Amérique du Nord ont débuté dans les années 1950. Avant 1976, on dénombre l'arrivée de 22 poneys de race aux États-Unis et de 12 poneys au Canada. En 1992, le stud-book comptait environ 300 poneys New Forest nord-américains.
La New Forest Pony Association, Inc est l'association gérant la race pour l'Amérique du Nord. Elle se charge de la promotion et de l'enregistrement des poneys de la race sur sa zone géographique. Elle suit strictement les normes européennes d'enregistrement des poneys et d'approbation des étalons.

## Dans la culture
Les poneys qui, bien qu'ils aient des propriétaires, vivent en liberté dans le parc de New Forest, sont considérés comme des icônes culturelles. Avec le bétail, les ânes, les cochons et les moutons des détenteurs de  droits de pâture, ils sont surnommés « les architectes de la forêt » (« the architects of the Forest ») : le pâturage et les déplacements libres des animaux ont créé, depuis plus de mille ans, l'écosystème de la New Forest.
Les poneys de la New Forest interviennent dans Les Petites Wimps, un roman français pour adolescents de Jack Chaboud et dans un roman d'Elizabeth George, Le Cortège de la mort.